# Allapur, Hangal
Allapur là một làng thuộc tehsil Hangal, huyện Haveri, bang Karnataka, Ấn Độ.